# U-164 (tàu ngầm Đức) (1941)
U-164 là một tàu ngầm tấn công  Lớp Type IX thuộc phân lớp Type IXC được Hải quân Đức Quốc Xã chế tạo trong Chiến tranh Thế giới thứ hai. Nhập biên chế năm 1941, nó chỉ thực hiện được hai chuyến tuần tra và đánh chìm được ba tàu buôn với tổng tải trọng 8.133 GRT. Trong chuyến tuần tra cuối cùng, U-164 bị một thủy phi cơ PBY Catalina Hoa Kỳ đánh chìm trong Đại Tây Dương về phía Tây Bắc Fortaleza, Brazil vào ngày 6 tháng 1, 1943.

## Thiết kế và chế tạo

### Thiết kế
Thiết kế của tàu ngầm Type IXC có kích thước hơi nhỉnh hơn so với phân lớp Type IXB dẫn trước. Chúng có trọng lượng choán nước 1.120 t (1.100 tấn Anh) khi nổi và 1.232 t (1.213 tấn Anh) khi lặn. Con tàu có chiều dài chung 76,76 m (251 ft 10 in), lớp vỏ trong chịu áp lực dài 58,75 m (192 ft 9 in), mạn tàu rộng 6,76 m (22 ft 2 in), chiều cao 9,60 m (31 ft 6 in) và mớn nước 4,70 m (15 ft 5 in).
Chúng trang bị hai động cơ diesel MAN M 9 V 40/46 siêu tăng áp 9-xy lanh 4 thì, tổng công suất 4.400 PS (3.200 kW; 4.300 bhp), dẫn động hai trục chân vịt đường kính 1,92 m (6,3 ft), cho phép đạt tốc độ tối đa 18,3 kn (33,9 km/h), và tầm hoạt động tối đa 13.450 nmi (24.910 km) khi đi tốc độ đường trường 10 kn (19 km/h). Khi đi ngầm dưới nước, chúng sử dụng hai động cơ/máy phát điện Siemens-Schuckert 2 GU 345/34 tổng công suất 1.000 PS (740 kW; 990 shp). Tốc độ tối đa khi lặn là 7,3 kn (13,5 km/h), và tầm hoạt động 63 nmi (117 km) ở tốc độ 4 kn (7,4 km/h). Con tàu có khả năng lặn sâu đến 230 m (750 ft).
Vũ khí trang bị có sáu ống phóng ngư lôi 53,3 cm (21 in), bao gồm bốn ống trước mũi và hai ống phía đuôi, và mang theo tổng cộng 22 quả ngư lôi 53,3 cm (21 in). Tàu ngầm Type IX trang bị một hải pháo 10,5 cm (4,1 in) SK C/32 với 110 quả đạn, một pháo phòng không 3,7 cm (1,5 in) SK C/30 và hai pháo phòng không 2 cm (0,79 in) C/30. Thủy thủ đoàn bao gồm 4 sĩ quan và 44 thủy thủ.

### Chế tạo
U-164 được đặt hàng vào ngày 25 tháng 9, 1939, và được đặt lườn tại xưởng tàu Seebeck của hãng DeSchiMAG ở Bremerhaven vào ngày 20 tháng 6, 1940. Nó được hạ thủy vào ngày 1 tháng 5, 1941, và nhập biên chế cùng Hải quân Đức Quốc Xã vào ngày 28 tháng 11, 1941 dưới quyền chỉ huy của Hạm trưởng, Thiếu tá Hải quân Otto Fechner.

## Lịch sử hoạt động
Sau khi hoàn tất việc chạy thử máy và huấn luyện trong thành phần Chi hạm đội U-boat 4, U-164 được điều sang Chi hạm đội U-boat 10 từ ngày 1 tháng 8, 1942 để hoạt động trên tuyến đầu cho đến khi bị mất.

### Chuyến tuần tra thứ nhất
U-164 xuất phát từ cảng Kiel, Đức đây vào ngày 18 tháng 7, 1942 cho chuyến tuần tra đầu tiên trong chiến tranh. Nó tiến ra Bắc Hải, rồi băng qua khe GI-UK giữa Iceland và quần đảo Faroe để vòng qua quần đảo Anh, và tiếp tục băng qua suốt Đại Tây Dương để hoạt động trong vùng biển Caribe và dọc theo bờ biển phía Bắc của lục địa Nam Mỹ.
Tại đây vào ngày 25 tháng 8, nó đã phóng ngư lôi đánh chìm chiếc tàu buôn Hà Lan Stad Amsterdam 3.780 GRT, vốn bị rơi lại phía sau Đoàn tàu WAT-15, ở vị trí về phía Nam Haiti; và đến ngày 6 tháng 9 đã tiếp tục đánh chìm chiếc tàu buôn Canada John A. Holloway 1.745 GRT thuộc Đoàn tàu GAT-2 ở vị trí về phía Tây Bắc Curaçao. U-164 kết thúc chuyến tuần tra khi đi đến cảng Lorient bên bờ Đại Tây Dương của Pháp đã bị Đức chiếm đóng vào ngày 7 tháng 10.

### Chuyến tuần tra thứ hai – Bị mất
U-164 khởi hành từ cảng Lorient vào ngày 29 tháng 11 cho chuyến tuần tra thứ hai, cũng là chuyến cuối cùng, để tiếp tục hoạt động ở phía Tây Bắc của lục địa Nam Mỹ. Vào ngày 1 tháng 1, 1943, chiếc U-boat đã chặn bắt và sau đó phóng ngư lôi đánh chìm chiếc tàu buôn Thụy Điển (trung lập) Brageland 2.608 GRT ở vị trí ngoài khơi Brazil.
Đến ngày 6 tháng 1, 1943, U-164 bị một thủy phi cơ PBY Catalina thuộc Liên đội VP-83 Hải quân Hoa Kỳ thả mìn sâu đánh chìm trong Đại Tây Dương về phía Tây Bắc Fortaleza, Brazil, tại tọa độ 1°58′N 39°22′T / 1,967°N 39,367°T. Toàn bộ 54 thành viên thủy thủ đoàn của U-164 đều đã tử trận.

### "Bầy sói" tham gia
U-164 từng tham gia một bầy sói:
- Pirat (29 tháng 7 - 1 tháng 8, 1942)

### Tóm tắt chiến công
U-164 đã đánh chìm được ba tàu buôn tổng tải trọng 8.133 GRT:
| Ngày             | Tên tàu          | Quốc tịch   | Tải trọng | Số phận      |
| ---------------- | ---------------- | ----------- | --------- | ------------ |
| 25 tháng 8, 1942 | Stad Amsterdam   | Netherlands | 3.780     | Bị đánh chìm |
| 6 tháng 9, 1942  | John A. Holloway | Canada      | 1.745     | Bị đánh chìm |
| 1 tháng 1, 1943  | Brageland        | Sweden      | 2.608     | Bị đánh chìm |